# Congrès universel d'espéranto de 1928
Pour un article plus général, voir Congrès universel d'espéranto.
Le congrès universel d’espéranto de 1928 est le 20e congrès universel d’espéranto, organisé en août 1928, à Anvers en Belgique. 